# 糕点
糕点是糖果糕點的一種，指以面粉或米粉、糖、盐、油脂、蛋、乳品等为主要原料，配以各种辅料、馅料和调味料，初制成型，再经蒸、烤、炸、炒等方式加工制成。糕点品种多样，月饼、蛋糕、酥饼等均属糕点。

## 中国
唐以前無「糕」之說，而是称为「糗」、「糍」、「饵」。《周礼·天官》記載“籩人羞籩實，糗餌粉粢”。《玉篇》：「餈，糕也。」餈與餌都是古代糕點。《楚辞》中《招魂》中也有“食巨敉蜜饵”，“食巨敉”。汉代《西京杂记》记载：“九月九日，佩茱萸、食蓬饵、饮菊花酒、食人长寿。”西汉史游《急就篇》中有“饼饵麦饭甘豆羹”的记载。南北朝的食谱《食次》上记载了年糕“白茧糖”的做法：“熟炊秫稻米饭，及热于杵臼净者，舂之为米咨糍，须令极熟，勿令有米粒”。彭大翼在《山堂肆考·飲食·卷二》中提到了唐代武則天常令宮女采收花粉製作“花精糕”，分賜群臣。
糕点真正受到重视，還是唐代饮茶之风盛行的缘故，最初佐茶的糕点饼饵亦被称为“茶食”。至李时珍時，有“糕以黍、糯和粳米粉合蒸成，状如凝膏也”之说。《帝京景物略》记载，崇禎時，北京“正月元旦，啖黍糕，曰年年糕”。
晚清以后，西式糕点进入中国。中国传统糕点按地区分类有11个流派：
- 京派
- 津派
- 苏派
- 广派
- 潮派
- 宁派
- 沪派
- 川派
- 扬派
- 滇派
- 闽派

## 图片

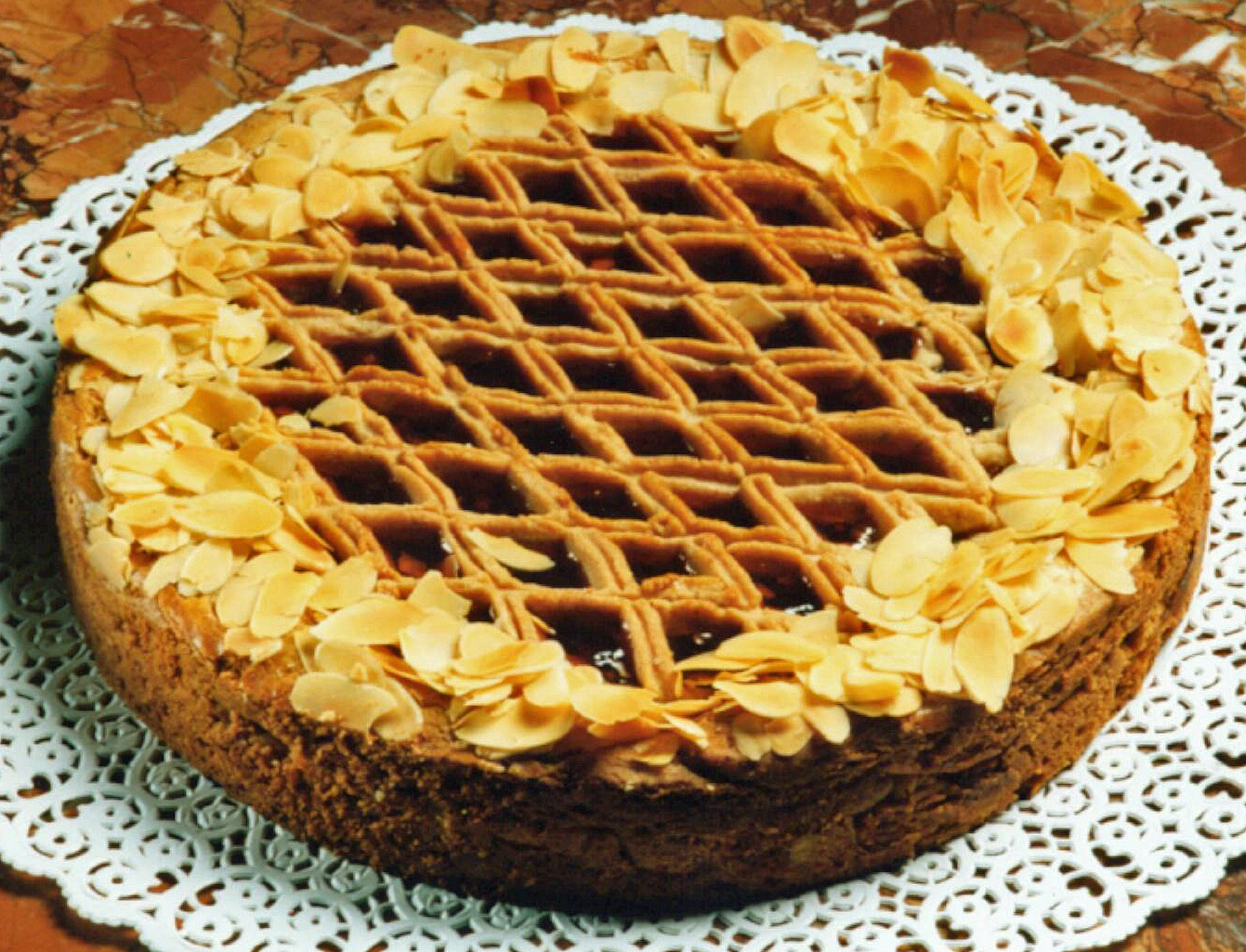
林茲蛋糕
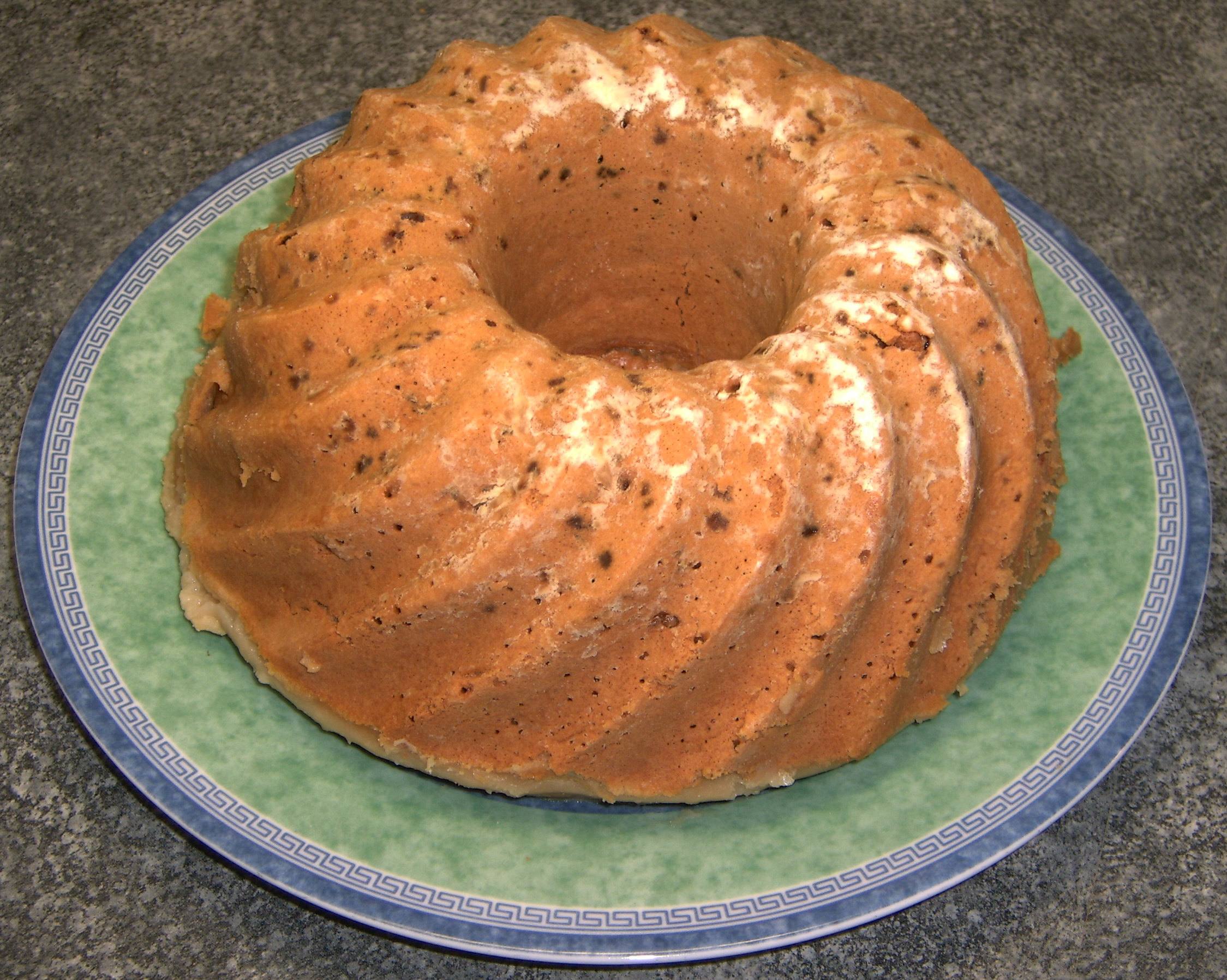
Poffert
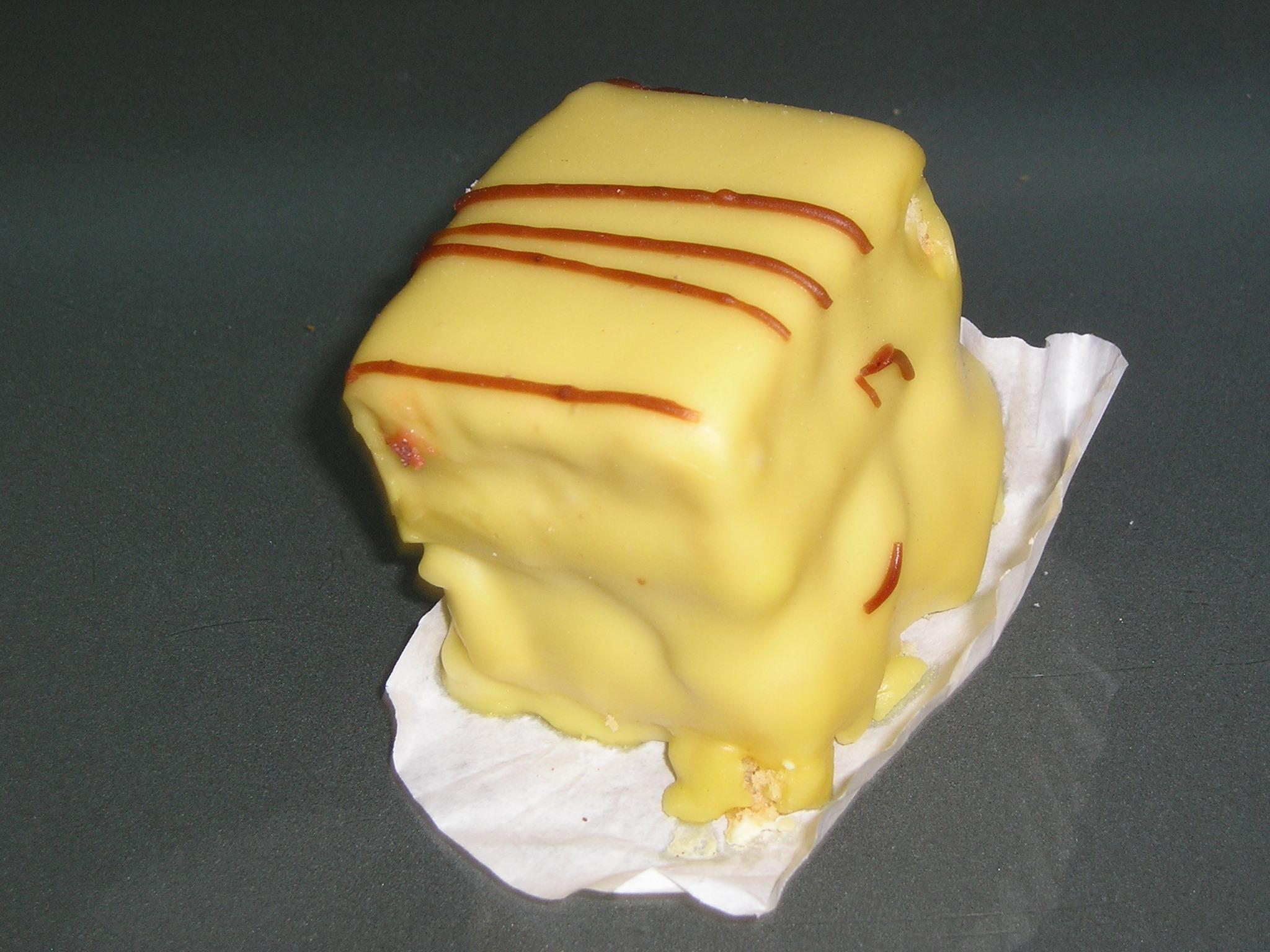
花色小蛋糕
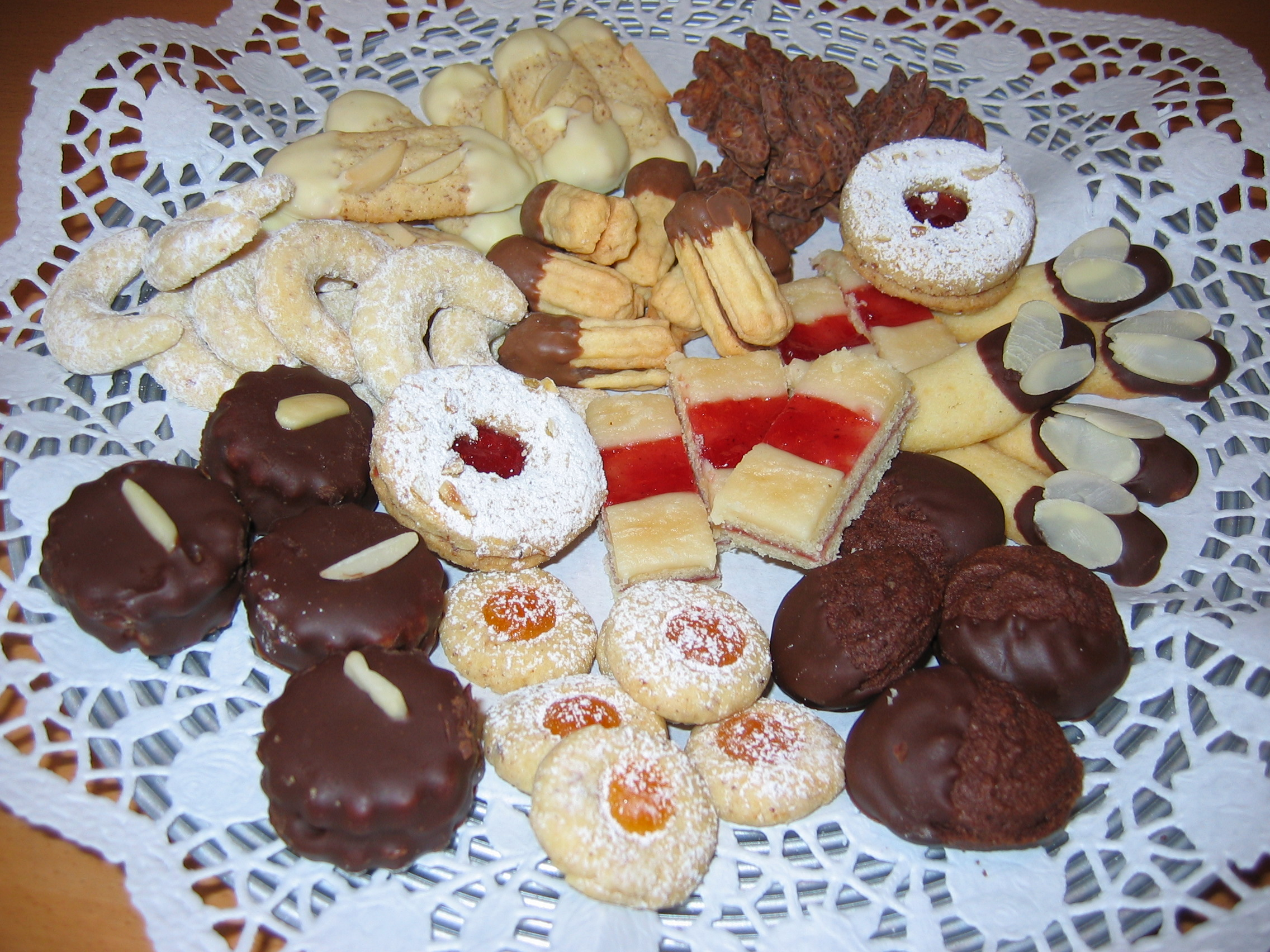
花色小蛋糕
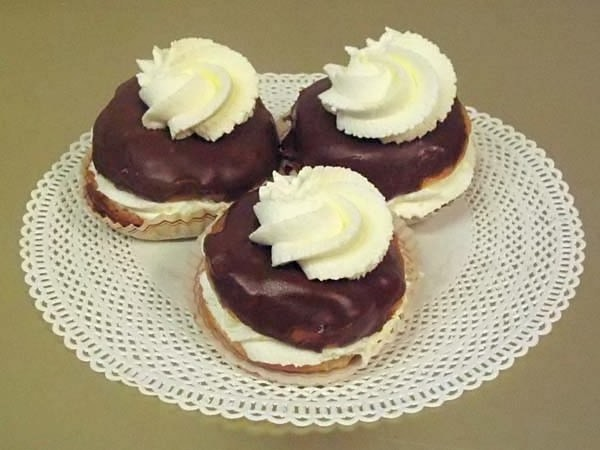
Moorkop（英语：Moorkop）
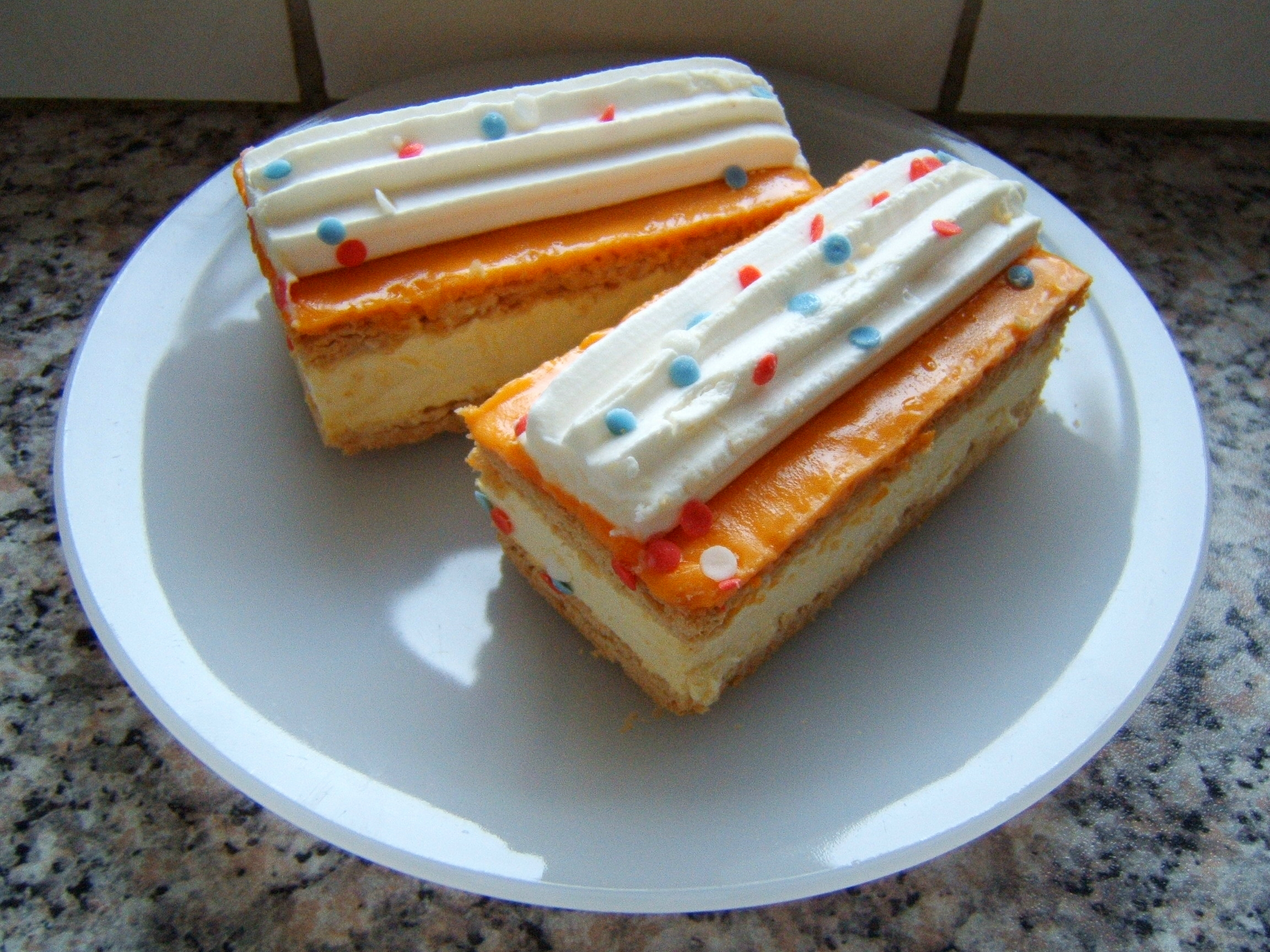
Tompouce（英语：Tompouce）法式千層酥
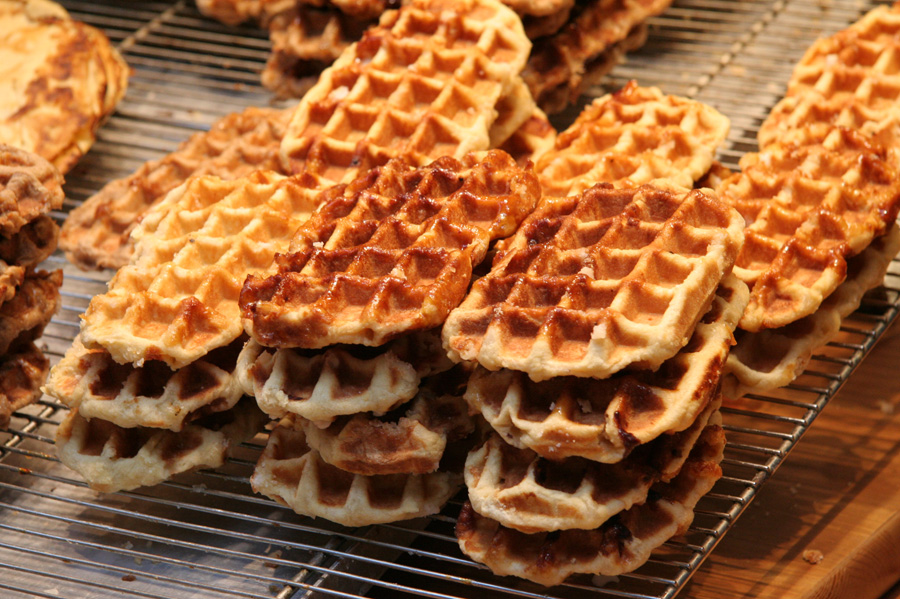
窩夫
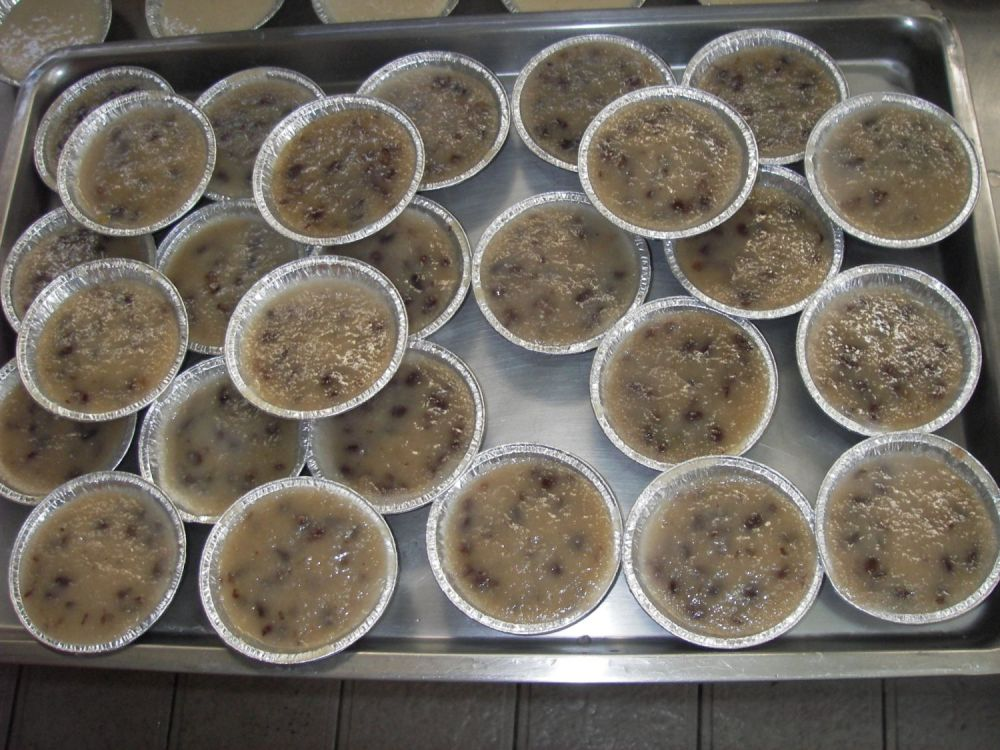
臺灣小吃鹹甜粿
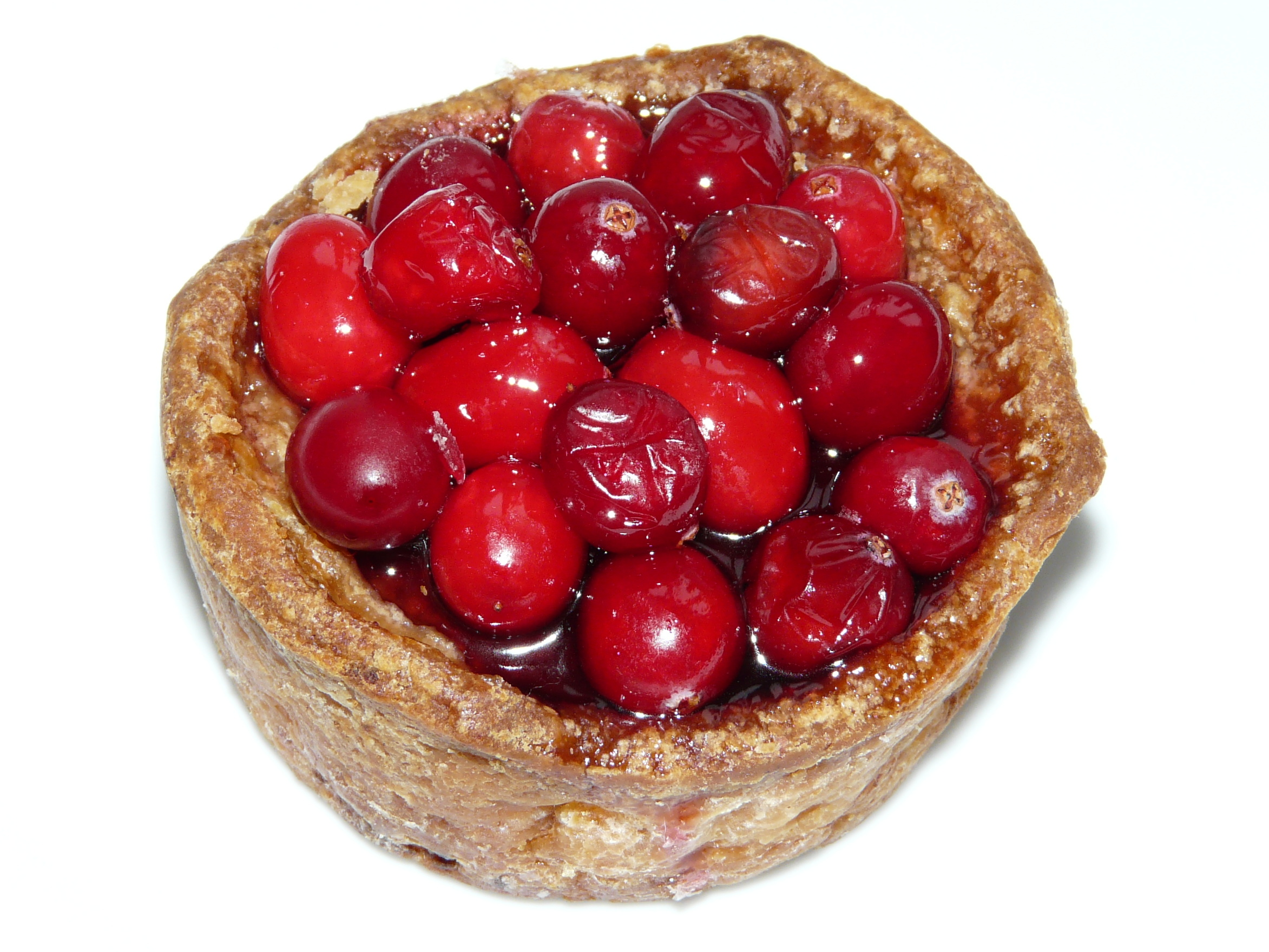
豬肉派（英语：Pork pie）
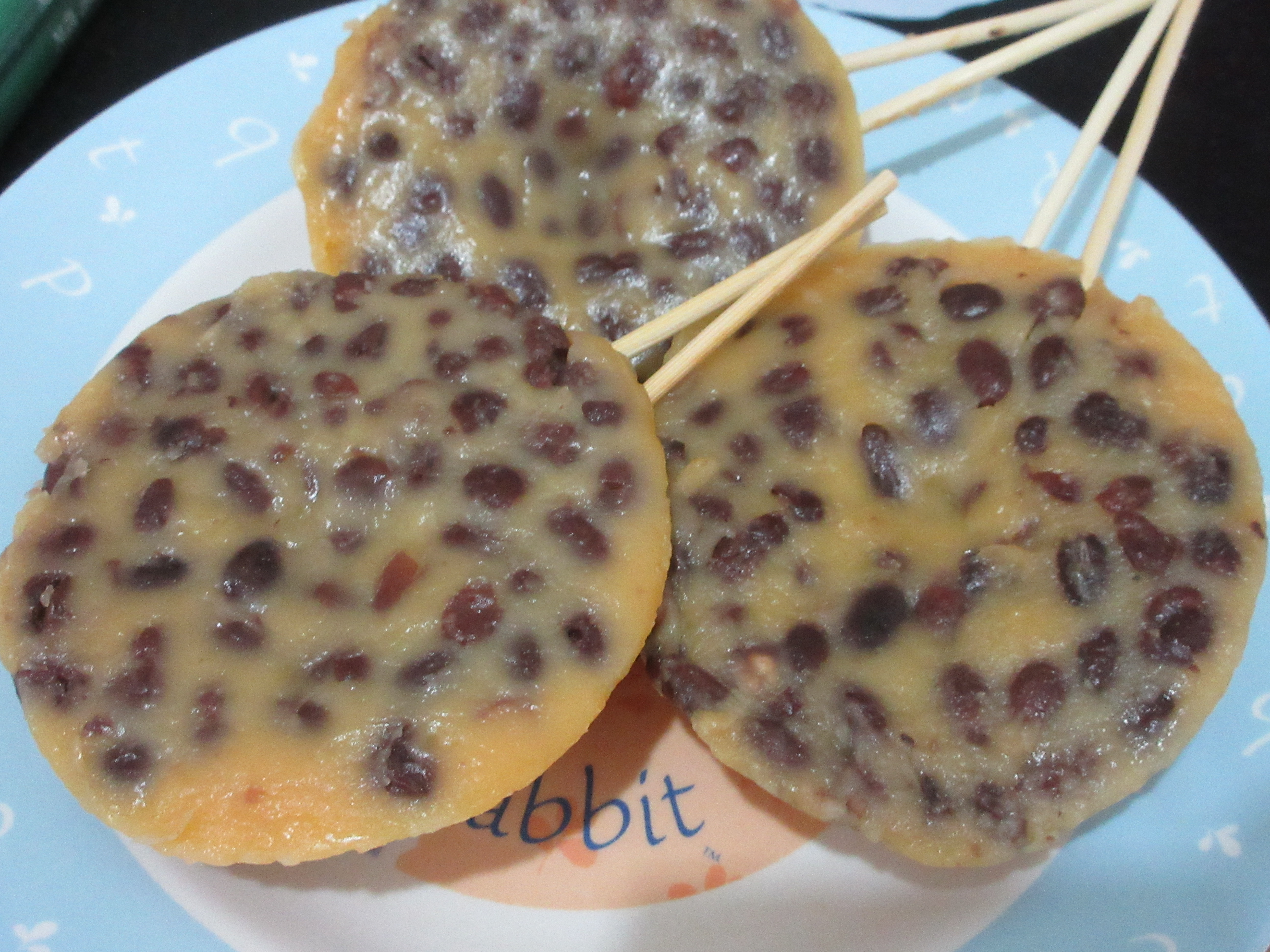
紅豆砵仔糕
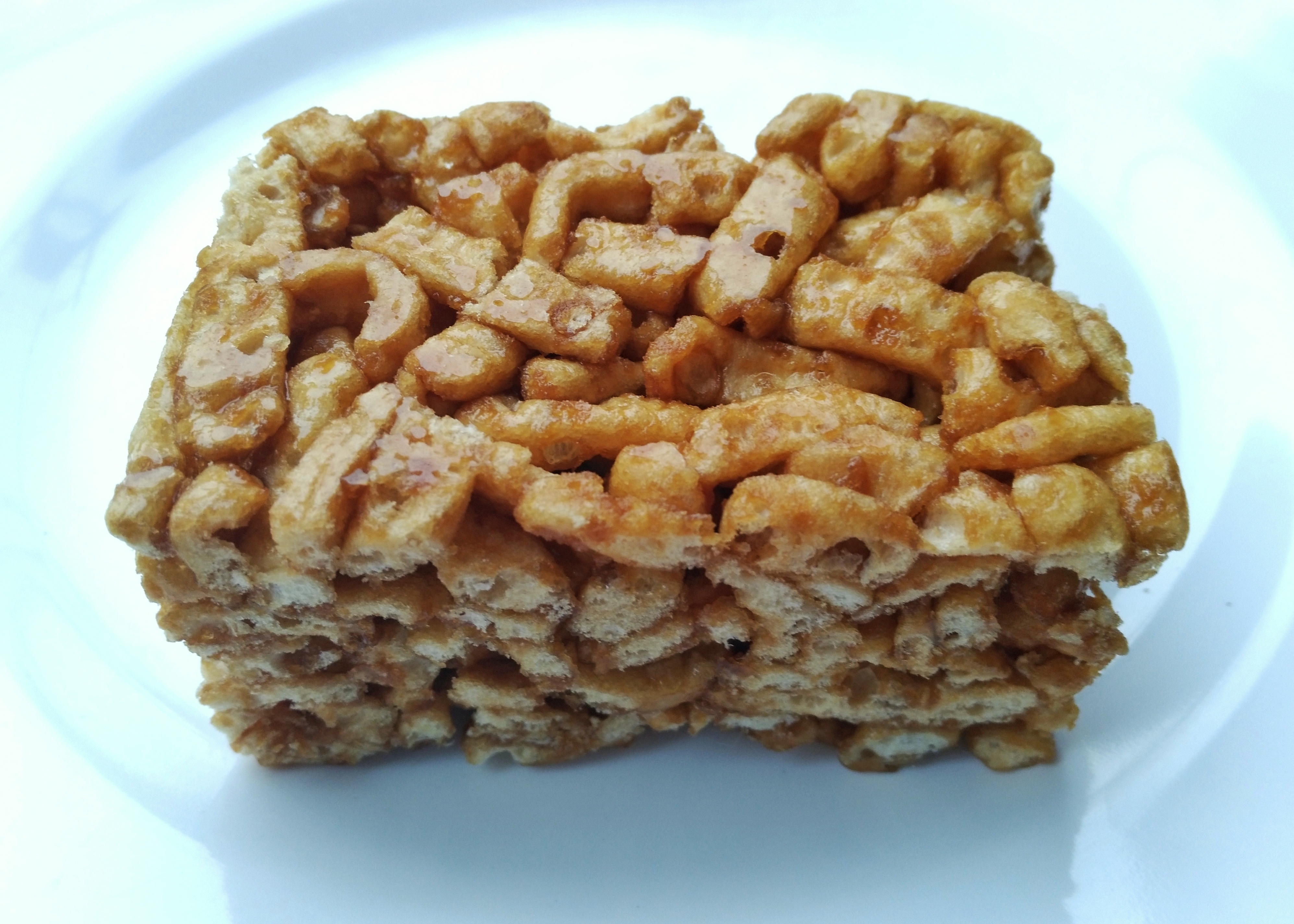
沙其馬

## 分类
从工艺上分有八个大类：
- 油酥类
- 混糖类
- 浆皮类
- 炉糕类
- 蒸糕类
- 酥皮类
- 油炸类
- 其它

## 延伸阅读
[在维基数据编辑]
 《欽定古今圖書集成·經濟彙編·食貨典·糕部》，出自陈梦雷《古今圖書集成》